# (28751) Eggl
(28751) Eggl est un astéroïde de la ceinture principale découvert en 2000. Sa désignation provisoire est 2000 GT167.

## Description
(28751) Eggl a été découvert le 4 avril 2000 à la Station Anderson Mesa, un des deux sites d'observation de observatoire Lowell (Arizona (États-Unis), par le programme Lowell Observatory Near-Earth-Object Search (LONEOS).

### Caractéristiques orbitales
L'orbite de cet astéroïde est caractérisée par un demi-grand axe de 2,52 UA, un périhélie de 2,23 UA, une excentricité de 0,11 et une inclinaison de 1,75° par rapport à l'écliptique. Du fait de ces caractéristiques, à savoir un demi-grand axe compris entre 2 et 3,2 UA et un périhélie supérieur à 1,666 UA, il est classé, selon la JPL Small-Body Database, comme objet de la ceinture principale.

### Caractéristiques physiques
(28751) Eggl a une magnitude absolue (H) de 15,6 et un albédo estimé à 0,448.